# Francisco Romero Robledo
Francisco Romero Robledo (Antequera, 8 de marzo de 1838-Madrid, 3 de marzo de 1906) fue un abogado y político español, ministro de Fomento durante el reinado de Amadeo I, ministro de Gobernación durante el reinado de Alfonso XII, y ministro de Ultramar y ministro de Gracia y Justicia durante la regencia de María Cristina de Habsburgo-Lorena. Responsable del fraude electoral desde su posición de ministro de la Gobernación, mantuvo una fuerte rivalidad con Francisco Silvela dentro de las filas conservadoras.

## Biografía
Nació en la localidad malagueña de Antequera el 8 de marzo de 1838 en el seno de una familia acomodada.
Se licenció en Derecho en 1862; en ese mismo año obtuvo su primera acta de diputado por la Unión Liberal representando a Málaga manteniendo dicho escaño hasta 1866. Participó activamente en la Revolución de 1868 que destronaría a Isabel II formando parte de la Junta revolucionaria de Madrid. Pasó a militar en el Partido Constitucional de Sagasta y Serrano con el que concurriría, obteniendo escaño por la circunscripción de Málaga, en las elecciones de 1869 a 1872 y llegando a ser nombrado subsecretario de la Gobernación en 1871 y ministro de Fomento entre el 20 de febrero y el 26 de mayo de 1872.
No contraería matrimonio hasta los treinta y ocho años de edad, cuando, en 1875, se casó con la hija de un comerciante cubano, Zulueta, con intereses en el tráfico de esclavos.
Con la proclamación, en 1873, de la I República, vuelve a ser elegido diputado en esta ocasión por León y se sitúa entre los detractores del régimen republicano, acercándose políticamente a Cánovas y a su idea de lograr la restauración borbónica. En 1876 se mostró en contra del sufragio universal en un discurso parlamentario.

«Combatí yo entonces el sufragio universal, como le combato ahora, como le combatiré siempre, como le combatiré toda mi vida, aparte de otras razones, porque le considero instrumento de tiranía y enemigo de la libertad; porque el sufragio universal, que no es un derecho individual, y en esto parece que la opinion va siendo unánime, es una funcion política que exige condiciones de capacidad, que no tienen ciertamente aquellos que al depositar una papeleta en la urna no saben lo que hacen, no se han ocupado nunca de la vida política, no tienen la cultura de vida ni de inteligencia suficiente para ocuparse de los intereses públicos, ni para comprender la conveniencia de que los negocios del Estado lleven esta ó la otra direccion.»
Diario de las Sesiones de Cortes, núm. 94 de 26 de junio de 1876, p. 2414

 Lograda la Restauración, continuará siendo elegido diputado hasta las elecciones de 1898, y será ministro de Gobernación en tres ocasiones: entre el 31 de diciembre de 1874 y el 7 de marzo de 1879 en los gobiernos que presidirían sucesivamente Cánovas y Soler; entre el 9 de diciembre de 1879 y el 8 de febrero de 1881 y entre el 18 de enero de 1884 y el 13 de julio de 1885 en sendos gabinetes que nuevamente presidiría Antonio Cánovas.

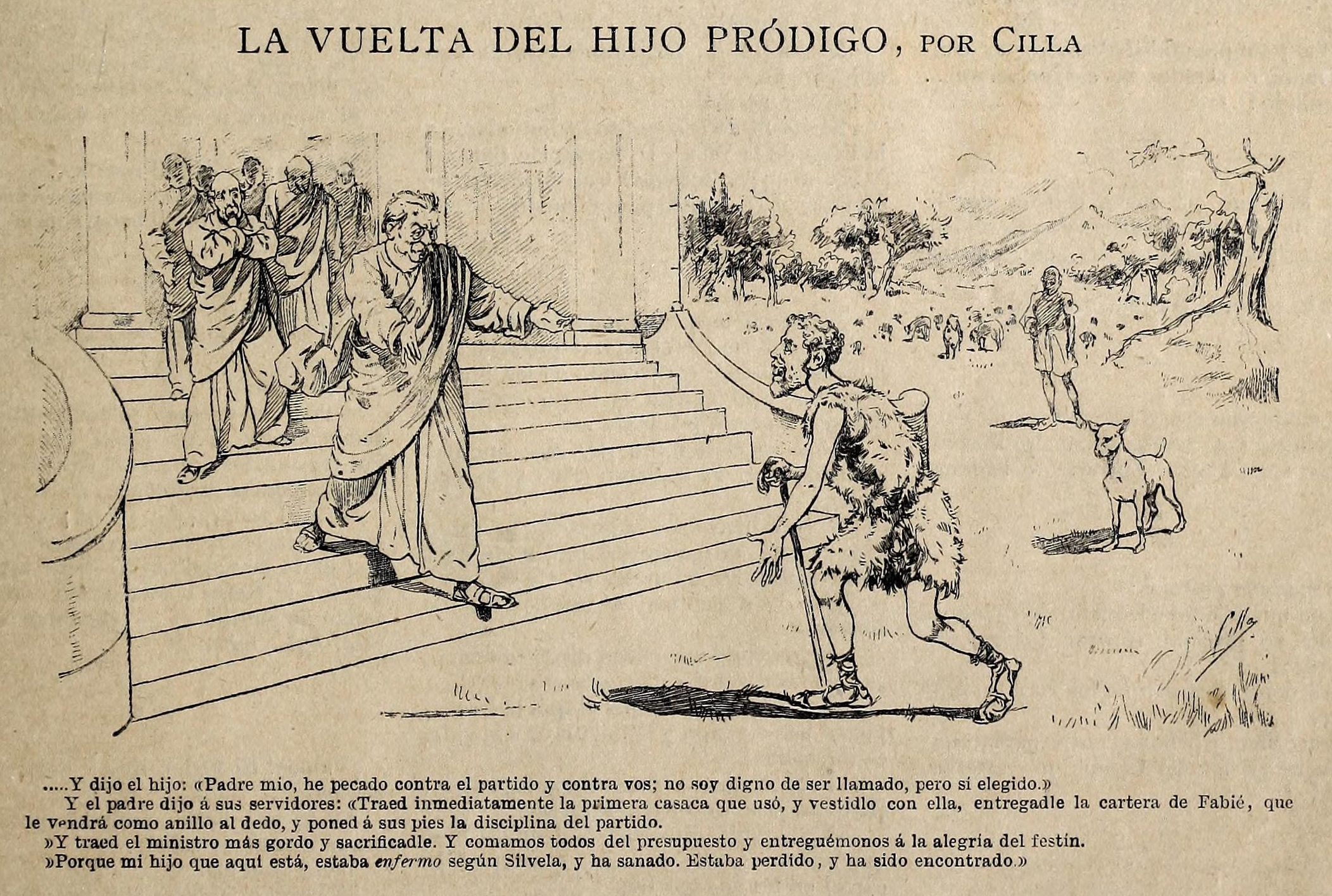
«La vuelta del hijo pródigo» (Blanco y Negro, 1891). Caricatura de Cilla ilustrando la vuelta de Romero Robledo al partido conservador.

La cesión del poder a los liberales que tras la muerte de Alfonso XII se había acordado entre Sagasta y Cánovas en el Pacto del Pardo, provocó su ruptura con Cánovas. En 1886 creó junto al general López Domínguez el Partido Liberal-Reformista, una formación efímera que no consiguió romper la dinámica bipartidista, pero retornaría a las filas del Partido Conservador en 1890, iniciando una nueva etapa en la que ocupará las carteras ministeriales de Ultramar, entre el 23 de noviembre de 1891 y el 11 de diciembre de 1892, y de Gracia y Justicia, entre el 23 de marzo y el 14 de diciembre de 1895, en ambos casos bajo la presidencia de Cánovas.
En 1893, tras caer el gabinete Cánovas en el que ejercía como ministro, marchó a Alemania para operarse de un sarcoma en la nariz que padecía; la intervención le dejó un rostro algo desfigurado, que disimuló con una prótesis.
A la muerte de Cánovas en 1897, Silvela consiguió hacerse con el control de las huestes conservadoras, bloqueando el ascenso de Romero Robledo. Este, incapaz de hacerse con el liderazgo del partido, creó en el mismo su propia facción, conocida como "romerista", llegando a presidir el Congreso entre 1903 y 1905, periodo en el que tuvo que hacer frente hasta a tres votos de censura.
Falleció el 3 de marzo de 1906 en Madrid.

## Figura y planteamientos políticos
| «Aquel rostro rubio como el de Apolo, poblado de barba del mismo color, artística y romántica en el más alto grado; aquella cabellera ensortijada y hermosa; aquella palidez intensa; aquellos ojos lánguidos y expresivos; aquella sonrisa sardónica; aquel ímpetu y aquella vivacidad casi infantil, daban al novel diputado más el aspecto de un pollo cortado para las empresas amorosas, que el de un representante del pueblo obligado á estudiar las necesidades públicas y á ocuparse sériamente de remediarlas.» —En estos términos románticos presentaba Aureliano Linares Rivas al joven diputado Romero Robledo |

Apodado el «Pollo de Antequera» —también fue conocido como «el Gran Elector»—, disponía de unas notables dotes oratorias y de un dandismo que alimentaron extraordinariamente su popularidad, granjeándose un gran número de amistades y de adhesiones en la sociedad española de la época. Sus incondicionales llegaron a ser conocidos como «húsares».

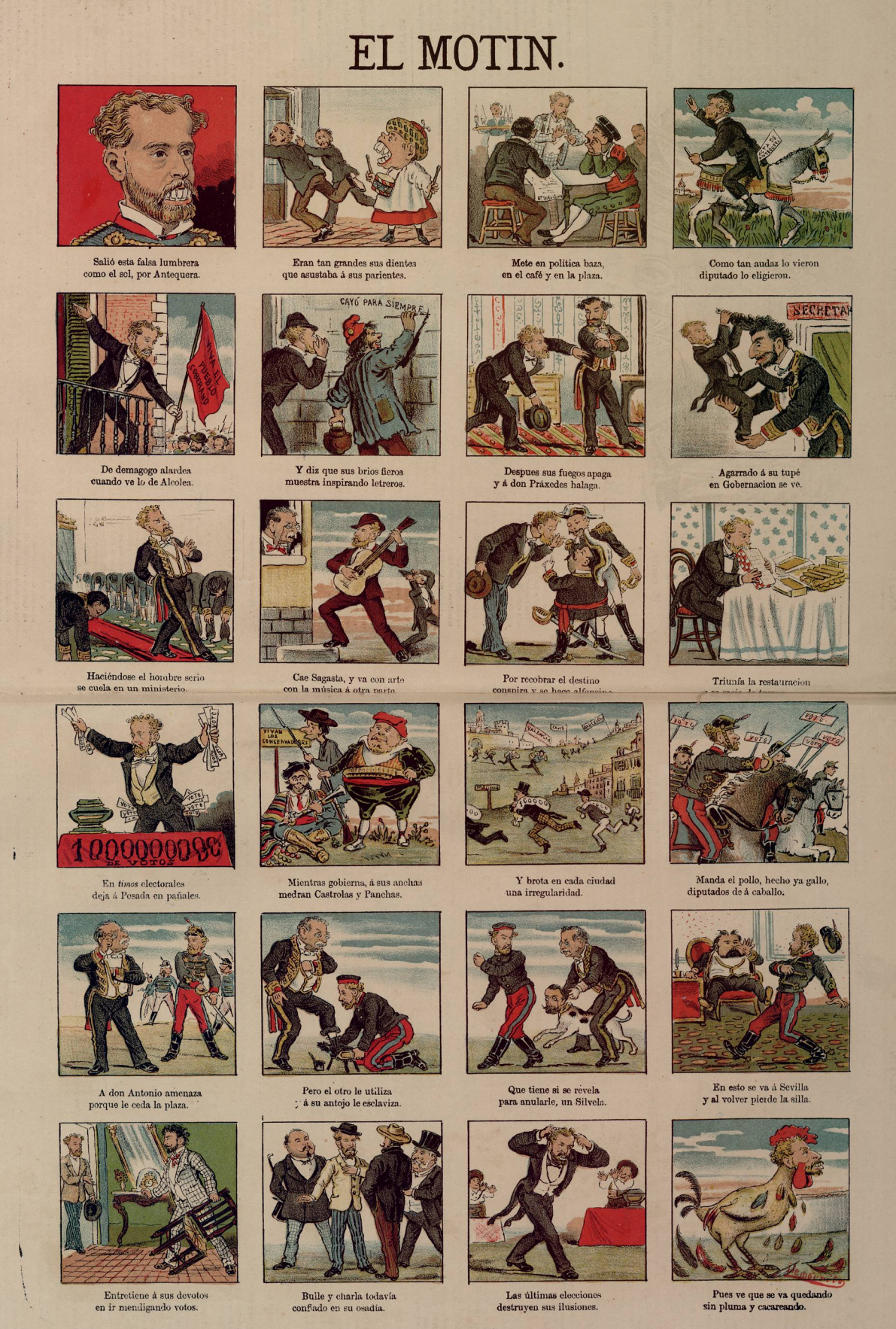
Caricatura de El Motín en forma de auca sobre la carrera política de Romero Robledo publicada el 28 de agosto de 1881, pocos meses después de la caída gobierno de Cánovas del que él era el «habilidoso» ministro de la Gobernación. Uno de los pareados dice: "En timos electorales / deja a Posada en pañales".

La figura de Romero Robledo, que para José Ayala Pérez no efectuó ninguna aportación ideológica sustancial al canovismo y se adhirió en líneas generales a las pautas marcadas por el arquitecto de la Restauración, contribuiría según Manuel Suárez Cortina a cuajar una subcultura propia dentro del espacio conservador de la Restauración, el pragmatismo, diferenciada del moderantismo original o el regeneracionismo silvelista. Se acabaría configurando como la némesis de Francisco Silvela en la arena política española del cambio de siglo.
Florentino Portero apunta que Romero Robledo, considerable como un «cacique de caciques», era particularmente útil para Cánovas, que le delegaba el desagradable trámite de controlar las citas electorales desde el ministerio de la Gobernación. Orquestador del fraude electoral desde dicho ministerio mediante el empleo de diversos trucos, hizo uso en 1879 por primera vez de las llamadas «escuadras volantes» de votantes que aterrizaban en el distrito y sustituían en el voto a los electores vacantes por ausencia o deceso. Al poeta y diputado Ramón de Campoamor se le atribuye la siguiente respuesta a la pregunta acerca de por qué circunscripción había resultado elegido diputado: «Por... Romero Robledo».
En la segunda mitad del siglo XIX se desarrolló en España un debate político muy intenso sobre la abolición de la esclavitud en Cuba y Puerto Rico. Romero Robledo fue el principal opositor a la abolición. Tenía intereses personales en el negocio azucarero cubano, que usaba grandes cantidades de esclavos como mano de obra, por estar casado con la hija del hacendado Julián Zulueta, uno de los principales oligarcas cubanos. En relación con su rol en lo relativo a la isla cubana el hispanista Raymond Carr trazó un paralelismo entre el papel del político antequerano y el del político británico Joseph Chamberlain hacia Irlanda.